# Lanchy
Lanchy é uma comuna francesa na região administrativa de Altos da França, no departamento de Aisne. Estende-se por uma área de 3,69 km². Em 2010 a comuna tinha 39 habitantes (densidade: 10,6 hab./km²).